# Matthieu Sprick
Matthieu Sprick (Sarreguemines, 29 settembre 1981) è un ex ciclista su strada francese, professionista dal 2004 al 2014.

## Palmarès

### Strada
- 2002 (Juniores, tre vittorie)

Dijon-Auxonne-Dijon
Classifica generale Tour de Savoie Mont-Blanc
Grand Prix Demy-Cars
- 2003 (Juniores, tre vittorie)

Classifica generale Tour de Savoie Mont-Blanc
5ª tappa Ronde de l'Isard d'Ariège
Ronde mayennaise
- 2004 (Brioches la Boulangère, una vittoria)

Tour de Doubs
- 2008 (Bouygues Télécom, una vittoria)

1ª tappa Tour de Langkawi (Alor Setar > Kepala Batas)

## Piazzamenti

### Grandi Giri
- Giro d'Italia

2009: 70º
- Tour de France

2005: 120º
2006: 49º
2007: ritirato (16ª tappa)
2008: 140º
2010: 97º
2012: 113º
- Vuelta a España

2009: 57º
2010: 54º

### Classiche monumento
- Milano-Sanremo

2013: ritirato
- Liegi-Bastogne-Liegi

2006: ritirato
2008: ritirato
2010: ritirato
2011: ritirato
2012: 91º
- Giro di Lombardia

2006: ritirato
2007: ritirato
2012: ritirato

## Piazzamenti

### Competizioni europee
- Campionati europei

Bergamo 2002 - In linea Under-23: 3º
Atene 2003 - In linea Under-23: 45º